# Humberstone és Santa Laura Salétrom Művek
A Humberstone és Santa Laura Salétrom Művek a chilei Tarapacá régióban (Pozo Almonte közösség) található két salétrom mű, amelyek egykor a világ legnagyobb salétromipari termelőhelyei voltak; a 19. század végi Chile ipartörténetének, illetve kulturális és szociális fejlődésének emlékművei, amelyek 1961 óta pusztulásnak vannak kitéve. A salétrom művek azt a pompát és kontrasztot tükrözik vissza, amelyben Chilének a 19. század végén és a 20. század elején része volt. Munkások ezrei érkeztek a termelőhelyekre egész Dél-Amerikából, egy sajátos közösséget, kultúrát és nyelvet kialakítva.

## Elhelyezkedése
Humberstone és Santa Laura az Atacama-sivatagban, Iquique városától 48 kilométerre keletre, a Chile északi részén lévő Tarapacá régióban helyezkedik el.

## Története
A Santa Laura salétrom művet 1872-ben  - a terület akkor még Peruhoz tartozott -  a Guillermi Wendell nitrát gyártó társaság alapította és ugyanebben az évben alakult meg James Thomas Humberstone vezetésével a Compañía de Nitratos del Perú (Perui Nitrát Társaság) az Oficina La Palma létrehozásával. A salétromháború után (1883) a Tarapacá-régió Chiléhez került.
A Humberstone-művek már 1889-ben Chile legnagyobb salétrom művének számított. Az 1930-as évek elején viszont összedőlt a salétrompiac, miután Németországban, Fritz Haber és Carl Bosch kifejlesztette az ammóniaszintézist. A salétrom művek tovább működtek ugyan, de a bánya vonzáskörzetében élő több ezer ember közül egyre többen elveszítették a munkájukat. A veszteséges működtetés miatt végül 1960-ban bezárták a Santa Laura, majd 1961-ben a Humberstone salétrom művet.
Napjainkban mindkét salétrom mű egy, az Atacama-sivatag szélsőséges éghajlatának kitett szellemvároshoz hasonlítható kedvenc turistahely. Az épületegyüttes nagy részét az összedőlés veszélye fenyegeti: a fagerendákat ellopkodták, a vasszerkezeteket a rozsda tette tönkre.
1970. január 16-án a salétrom műveket Chile nemzeti emlékművévé nevezték ki. 2005. július 25. óta szerepel az UNESCO világörökségi listáján és ugyanakkor került a veszélyeztetett világörökségi helyszínek listájára is. A Világörökség Bizottság 43. ülésszakán (2019. június 30. – július 10.) azonban törölték a veszélyeztetett helyszínek listájáról.

## Képek
|  |  |  |  |